# 王丕街道
王丕镇，是中华人民共和国山東省济宁市金乡县下辖的一个乡镇级行政单位。

## 行政区划
王丕镇下辖以下地区：
李集村、三杨村、孙店村、于庄村、南孙庄村、康桥村、袁洼村、三官庙村、王丕庄村、大王楼村、马楼村、张暗楼村、彭井村、胡井村、李楼寨村、牌坊林村、杨楼村、土楼村、郭楼村、李林村、陈洼村、苇子园村、东吴岗村、西吴岗村、祭田村、李故楼村、苏庙村和李阁村。